# Alvesta
Pour la commune, voir Alvesta (commune).
Alvesta est une localité du Småland, dans le sud de la Suède. Elle est le chef-lieu de la commune d'Alvesta. C'est un important nœud ferroviaire, situé au croisement des lignes Malmö-Stockholm (Södra stambanan) et Göteborg-Kalmar/Karlskrona (Kust till kust-banan).